# 相馬茜
相馬茜（1975年9月8日—），生於日本福岡縣，日本著名藝人、模特兒，隸屬Net-age經理人公司。因為曾經擔任過賽車女郎，因此出道以來風格都走成熟性感路線。曾在台灣發展，參與多個清談或遊戲性質的綜藝節目擔任嘉賓。

## 賽車女郎活動紀錄
- 1998年 FIRST RACING TEAM
- 1999年-2001年 XANAVI
- 2002年 YELLOW CORN

## 演出紀錄

### 電視節目
日本
- 《T2×SHOW》（朝日電視台）
- 《爆NEW》（東京電視台）
- 《やるヌキッ祭》（東京電視台）
- 《Se-女！》（東京電視台）

台灣
- 《元氣日本》
- 《康熙來了》
- 《汽車情報王》
- 《GO GO JAPAN》
- 《愛上星期六》
- 《KUSO廚房》
- 《綜藝大網ㄎ丫》
- 《天才向前衝》
- 《快樂星期天》
- 《黃金夜總會》
- 《綜藝大集合》
- 《綜藝大贏家》
- 《小氣大財神》
- 《麻辣天后宮》
- 《女人我最大》
- 《綜藝大哥大》
- 《王牌大賤諜》
- 《國光幫幫忙》
- 《大學生了沒》

### 戲劇
- 2009年2月27日《終極三國》飾演-王允妻

### 演出廣告
日本
- 快餐連鎖店儂特利〈ロッテシェーキ〉
- 日立速乾名人
- 日經娛樂
- 東海眼鏡及隱形眼鏡專門店
- 萬葉之湯

台灣
- 三陽機車Fighter150
- 三陽機車Fighter125
- 愛之味黑八寶

### 拍攝雜誌
- 《CR+》
- 《cooee》（封面）
- 《写真ゴロ》（封面）
- 《芸能ニッポン》（封面）
- 《ホットドックプレス》
- 《FRIDAY》
- 《cool Girls》
- 《playng2》（封面）
- 《FLASH》
- 《FLASH-EX》
- 《DIGI/USER》
- 《パパラッチ》
- 《ヤングビンタ 》
- 《週刊プレイボーイ》

### 推出寫真集
- Yellow Corn Gallery：史上最強的賽車女郎〈イエローコーン〉
- 〈e・girl〉Wani Magazine社（2002年4月）
- 〈passion fruit〉エム・ウェーブ發行（2002年12月5日）
- 〈エロ・レボリューション〉ぶんか社より發行（2003年8月25日）

### 推出DVD
- 〈デリシャスカプリシャス〉（2002年8月25日，GP Museum Soft）
- 〈passion fruit〉（2002年8月25日，GPミュージアムソフト）
- 〈LOVE Prisoner〉（2003年5月28日，For-side.com）
- 〈Bitter/Sweet〉（2003年8月25日，GP Museum Soft）
- 〈Se-女！B 相馬茜〉（2004年3月25日，GP Museum Soft）
- 〈私密時間〉（2004年4月25日，ぶんか社）
- 〈ULTIMATE〉（For-side.com）
- 〈IN and OUT of LOVE〉

### V-Cinema
- 《未來女警》（擔任主角）
- 《プチ溫泉藝者》（飾演 デリシャス、カプリシャス）
- 《北海水滸伝》（飾演 主角的妻子）
- 《錢道》（飾演 真子）
- 《Cutie Girl》（飾演 紫電）

### 形象大使
- 網絡遊戲《N-Age》
- 台北AUTO SALON
- 台中車展
- 快餐連鎖店Lotteria產品〈ロッテシェーキー〉
- 華岡超級嘉年華

## 個人生活
2010年，相馬茜和歌手李玖哲傳出戀情，後經男方正式承認，相馬茜亦至男方開設的火鍋店站臺宣傳。2017年12月，李玖哲宣布與相馬茜已結婚。